# اندازه دسته‌تخم پرندگان

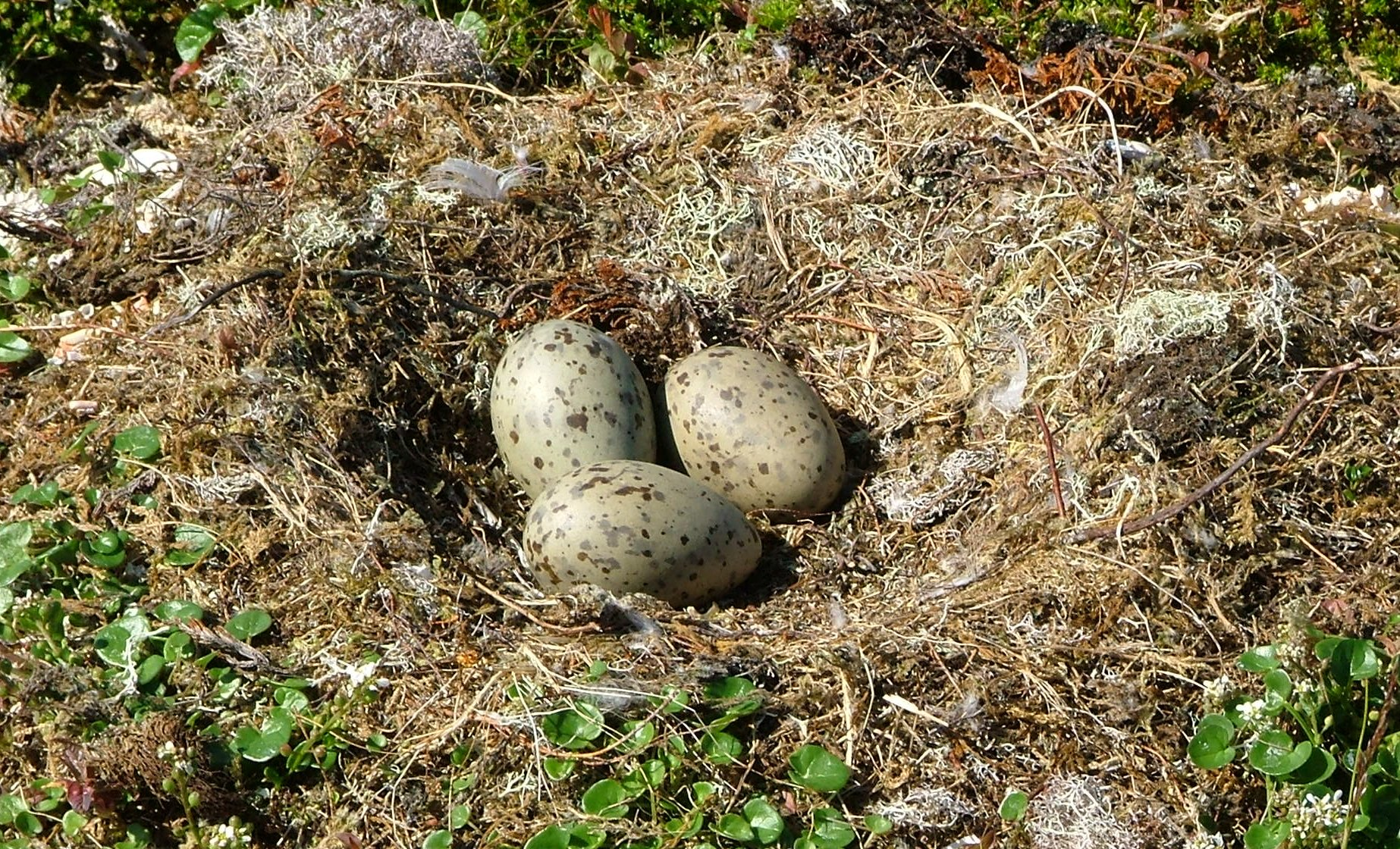
کاکایی پشت‌سیاه بزرگ (Larus marinus)، کلاچ کوچک

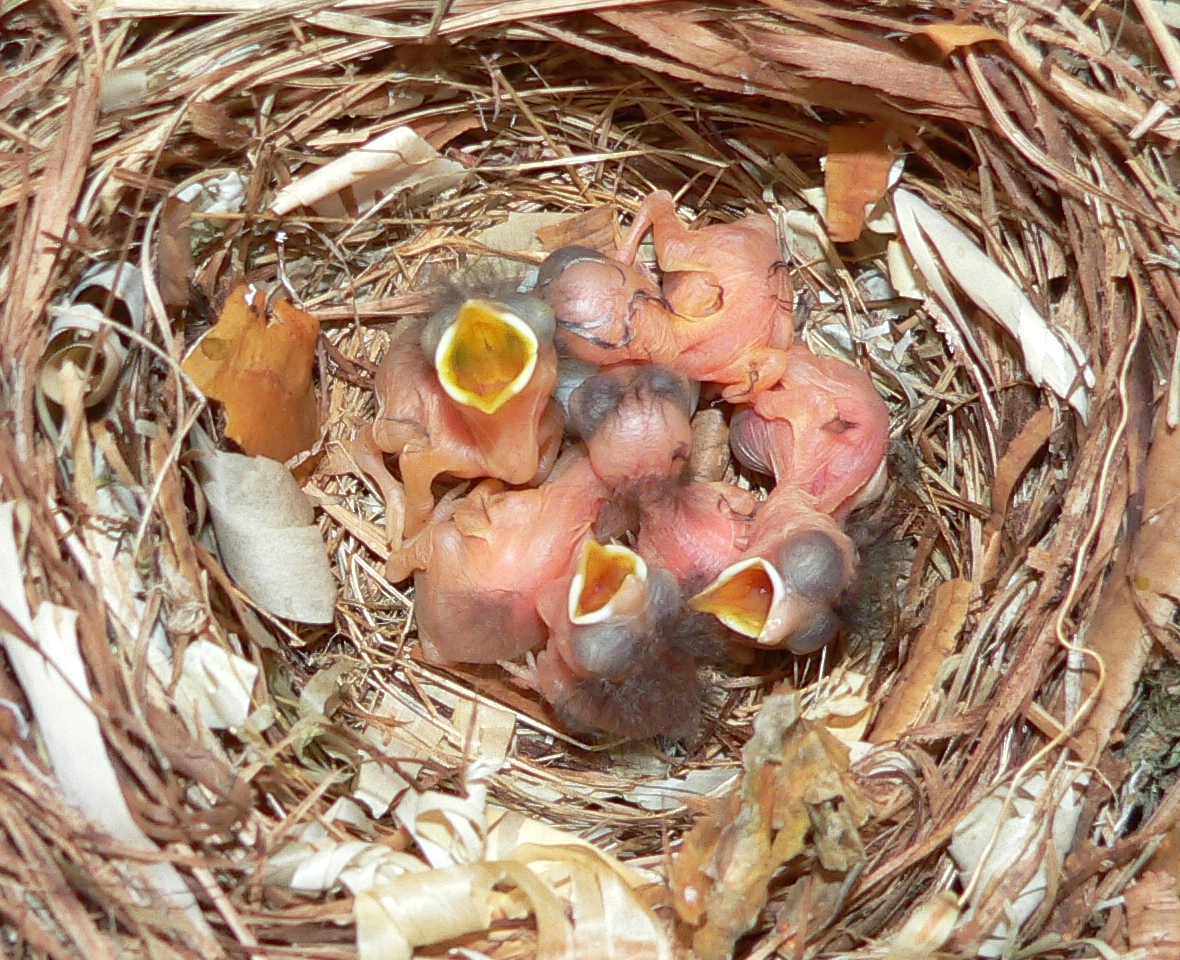
جوجه‌های مگس‌گیر ابلق در فنلاند

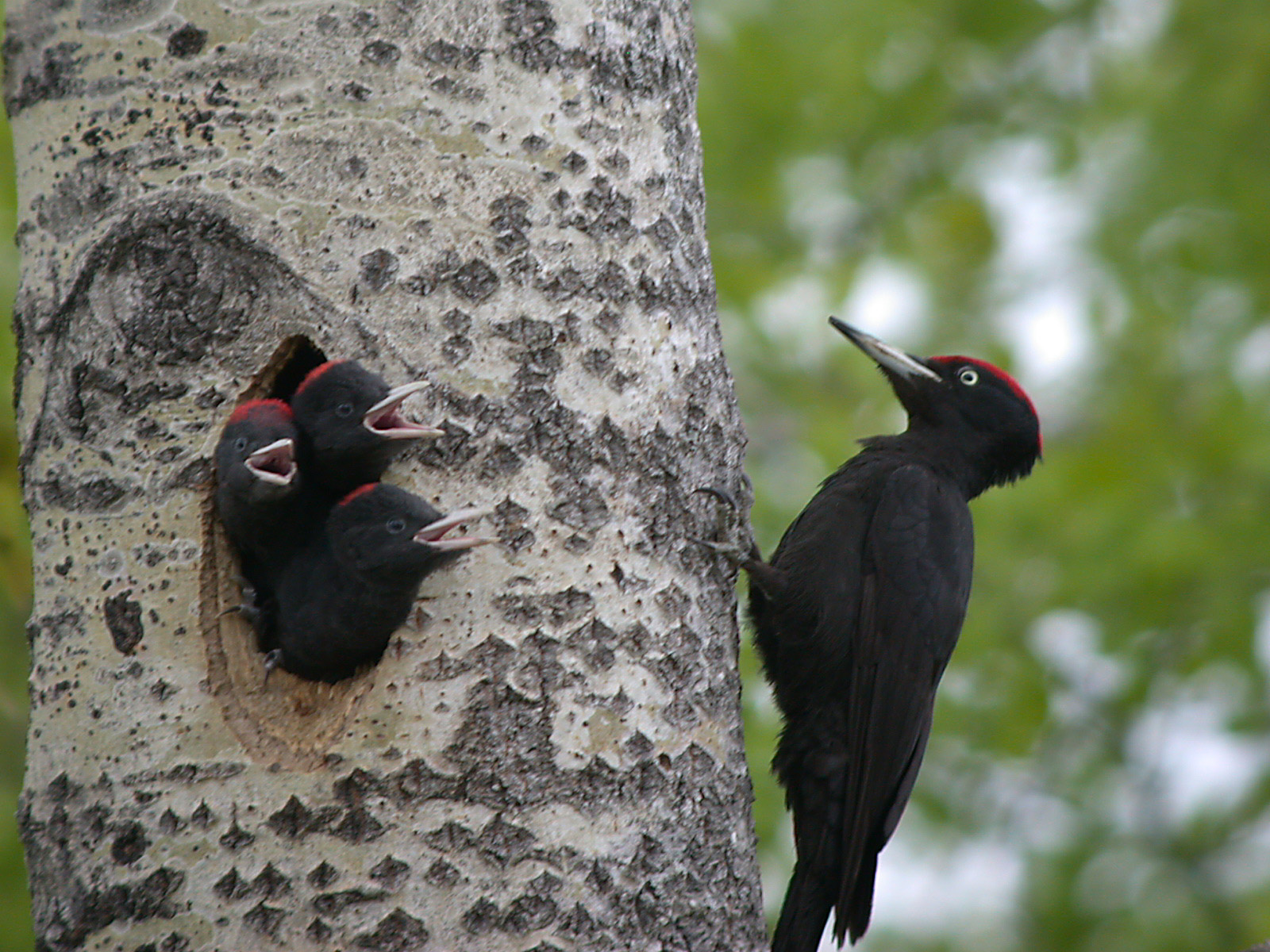
دارکوب‌ها توانایی کندن لانه‌های کاوآشیان خود را دارند.

اندازه دسته‌تخم (به انگلیسی: Avian clutch size)، به تعداد تخم‌هایی که توسط یک جفت پرنده در یک دوره در آشیانه گذاشته می‌شود، اشاره می‌کند. اعدادی که توسط یک گونه خاص در یک مکان معین تعیین می‌شود، معمولاً با مبادلات فرگشتی از چندین عامل مانند در دسترس بودن منابع و محدودیت‌های انرژی به خوبی مشخص می‌شوند. چندین الگوی گوناگون ذکر شده است و رابطه بین عرض جغرافیایی و اندازه دسته‌تخم موضوع مورد علاقه در زادآوری و فرگشت پرندگان بوده است. دیوید لک و RE Moreau از نخستین کسانی بودند که تأثیر عرض جغرافیایی را بر تعداد تخم‌ها در هر لانه بررسی کردند. از زمان نخستین مقاله لک در میانهٔ دهه ۱۹۴۰، پژوهش‌های گسترده‌ای در مورد الگوی افزایش اندازه دسته‌تخم با افزایش عرض جغرافیایی انجام شده است. علت‌های نزدیک و نهایی برای این الگو موضوع بحث‌های شدیدی بوده است که شامل گسترش ایده‌هایی دربارهٔ دیدگاه‌های گروهی، فردی و ژن‌محوری از انتخاب هستند.